# 주방위대

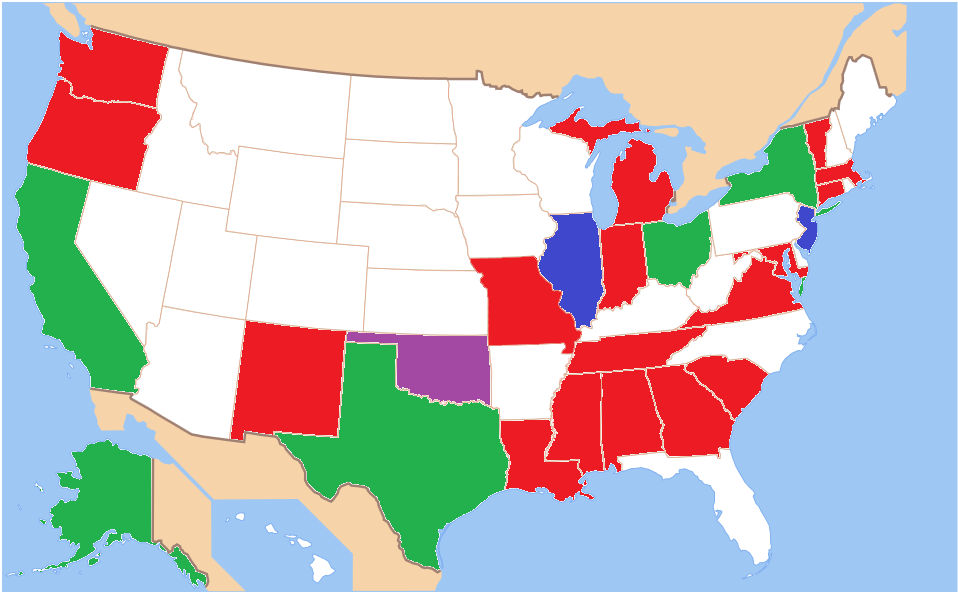
주방위대가 있는 주들. 적색은 육군, 청색은 공군, 녹색은 육군과 공군이 모두 있는 주를 나타낸다.

주방위대(state defense forces; SDF, state military)는 미국의 각 주의 지휘에만 따르는 군부대들이다. 주방위국의 일부 통제를 받지만 주방위군의 일부는 아니다. 주방위대는 주법 및 연방법으로 인정되며 각 주 주지사가 통수권자다.
주방위대는 각 주에 함께 존재하고 있는 주방위군과는 구분되는 존재이며, 비상시에 연방군인 미국군의 예비군으로 소집되는 주방위군과 달리 연방주체가 될 수 없다.
거의 대부분 주 및 준주가 법적으로 주방위대를 허용하고 있지만 실제로 운용되는 주는 24개 주가 있다.

## 같이 보기
- 미국 주방위군